# Anentome
Anentome Cossmann, 1901 è un genere di lumache d'acqua dolce  della famiglia Nassariidae.

## Tassonomia
Comprende le seguenti specie:
- Anentome bizonata (Deshayes, 1876)
- Anentome cambojiensis (Reeve, 1861)
- Anentome costulata (Schepman, 1885)
- Anentome fusca (H. Adams, 1862)
- Anentome helena (von dem Busch, 1847)
- Anentome jullieni (Deshayes, 1876)
- Anentome paviei (Morlet, 1866)
- Anentome scalarina (Deshayes, 1876)
- Anentome spinosa (Temcharoen, 1971)
- Anentome wykoffi (Brandt, 1974)